# SV Unitas '48
Sportvereniging Unitas '48 (SV Unitas '48) is een voormalig Nederlandse voetbalclub. Het was een van de zeven voetbalclubs uit Veenendaal. De club speelde in de kleuren groen-wit. Unitas was een zondagvereniging met een van oorsprong katholieke signatuur.
De club speelde haar wedstrijden op Sportpark Panhuis in de wijk Veenendaal-West. Het eerste elftal speelde jaren in de laagste klassen van de zondagafdeling. Sinds een aantal seizoenen had Unitas '48 geen eerste elftal meer.

## Geschiedenis
Sportvereniging Unitas werd in 1948 opgericht op initiatief van de katholieke parochie van de Willibrorduskerk. De clubnaam kreeg de toevoeging R.K. Sportvereniging. In de jaren 70 werd de toevoeging R.K. verwijderd.
In eerste instantie werd er in een weiland op Gelders grondgebied gespeeld, met een schuur als kleedkamer. Eind jaren 50 werd aan de Holleweg een kleedkamercomplex gebouwd. Het eerste clubhuis werd een zaaltje naast de Willibrorduskerk aan de Nieuweweg-Noord.
In 1962, het jaar van het eerste kampioenschap, werd besloten te verhuizen naar Sportpark Panhuis. In 1964 was de verhuizing een feit en kwam Unitas terecht tussen clubs als DOVO en GVVV. Met die clubs deelde men de kantine nog jarenlang, alvorens er een eigen clubhuis gebouwd werd
Het aantal seniorenelftallen is nooit hoger geweest dan zes.
Unitas startte ook twee aspirantenelftallen (oudere jeugd). In 1963 kwamen er ook lagere jeugdelftallen bij, waarvan de spelers meestal afkomstig waren van de katholieke basisscholen in Veenendaal. De jeugdafdeling van Unitas bleef altijd relatief beperkt in omvang (een maximum van 10 elftallen in 1979). Na 1998 liep het aantal jeugdleden terug, onder meer door de aantrekkingskracht van de grote broers GVVV en DOVO elders op het sportpark. Enkele jaren voor 2008 werd de jeugdafdeling opgeheven.
In 1970 begon de club met twee damesteams aan de competitie te beginnen. vrouwenvoetbal heeft bij Unitas sindsdien een prominente plaats ingenomen. In 2002 werd de damesafdeling opgeheven.
Sinds 1998 gaat het bergafwaarts met de club. Het sterk teruggelopen ledenaantal heeft het voortbestaan van de club in gevaar gebracht. In het seizoen 2007/08 werd nog slechts één seniorenteam ingeschreven bij de KNVB. Een eerste elftal was niet meer samen te stellen, maar dankzij dispensatie van de KNVB kon de club dat seizoen nog blijven bestaan. Het jaar daarop had de club geen eerste elftal, maar een seizoen later weer wel.
In november 2010 is het eerste team betrokken geraakt bij een vechtpartij in een duel met BVV '31. De KNVB heeft besloten het team, gedurende de loop van het onderzoek, uit de competitie te halen. Het bestuur van Unitas heeft vervolgens besloten het eerste team definitief uit de competitie te halen, mede gezien de bedreigingen aan het adres van Unitas.

## Erelijst 1e elftal
| Seizoen   | Prestatie                            |
| --------- | ------------------------------------ |
| 1961-1962 | Kampioen 3e klasse afd. Utrecht      |
| 1963-1964 | Kampioen 3e klasse afd. Utrecht      |
| 1968-1969 | Kampioen 3e klasse afd. Utrecht      |
| 1974-1975 | Kampioen 2e klasse afd. Utrecht      |
| 1987-1988 | Kampioen 2e klasse afd. Utrecht      |
| 2004-2005 | Kampioen 6e klasse D District West 1 |

## Competitieresultaten 1997–2010
| 11 6B |

|  |

|  |

| 4 7A |

| 4 7A |

| 6 6E |

| 6 6E |

| 12 6E |

| 1 6D |

| 10 5H |

| 12 5H |

|  |

|  |

| 2 6D |

| Vijfde klasse | Zesde klasse | Zevende klasse |

In elke staaf van de grafiek staat van boven naar beneden vermeld: 
- Eindnotering

Dit is de positie die de club heeft bereikt in de competitie, zonder eventuele beslissings-, play-off- of nacompetitiewedstrijden die nodig zijn geweest om bijvoorbeeld de kampioen van de competitie te bepalen.
Indien een * achter het getal staat is de notering een tussenstand en kan het zijn dat de notering niet overeenkomt met de uiteindelijke eindstand van de competitie.
Staat er een - dan is het seizoen nog bezig en is er geen definitieve uitslag bekend.
Staat er xx op de positie van de notering, dan heeft de club vroegtijdig de competitie verlaten. Dit kan onder andere komen door terugtrekking van het team, faillissement van de club of door een uitgedeelde straf van de KNVB. In veel gevallen staat elders in het artikel de reden vermeld.
Staat er een ? dan is het resultaat uit het verleden onbekend, en is alleen de competitie of het niveau bekend van dat seizoen.
In de seizoenen 2019/20 en 2020/21 werd wegens de coronacrisis het amateurvoetbal afgebroken. Daardoor kennen deze staven geen eindklassering (middels -- weergegeven).
- Competitieniveau en afdelingsletter of Officiële eindstand Eredivisie
  - Competitieniveau en afdelingsletter

Hierbij geeft het getal het niveau weer, dat ook terug te vinden is in de legenda. De letter is de afdelingsaanduiding en wordt gebruikt wanneer er meer afdelingen zijn op hetzelfde niveau. De afdelingsletter is altijd een hoofdletter en wordt meestal zonder nummer gebruikt.
Voorbeeld: 2F is niveau 2e klasse competitie F.
Het competitieniveau en nummer wordt niet vermeld wanneer er slechts één competitie van dit niveau was.
  - Officiële eindstand Eredivisie (getal staat tussen haakjes vermeld)

Sinds de introductie van play-offwedstrijden voor Europees voetbal na afloop van de reguliere competitie in 2005/06, is de KNVB verplicht een eindstand van de Eredivisie door te geven aan de UEFA aan de hand van deze play-offwedstrijden.
Bij deze eindstand staan clubs die zich hebben gekwalificeerd voor Europees voetbal hoger dan clubs die zich niet wisten te kwalificeren. Indien er geen verschil was tussen de eindnotering en de officiële eindstand, staat dit getal niet vermeld.

- Onderafdeling

Hier staat afgekort de naam van de onderafdeling indien de club in dat jaar in een onderafdeling uitkwam. Tevens staat deze afkorting in de legenda en wordt gelinkt naar het artikel over deze onderafdeling. Deze afkorting wordt alleen vermeld wanneer de club in het verleden in verschillende onderafdelingen heeft gespeeld. Deze vermelding is in de staaf altijd in kleine letters. Deze onderafdelingen zijn na het seizoen 1995/96 afgeschaft. Heeft de club in slechts één onderafdeling gespeeld, dan is dit alleen terug te vinden in de legenda.
Onder de staaf staat het jaartal vermeld waarin het seizoen is afgesloten. 15 verwijst naar het seizoen 2014/15 of eventueel het seizoen 1914/15.
Wanneer een staaf leeg is, zijn deze gegevens niet bekend. Het kan ook zijn dat de club dat seizoen niet heeft meegespeeld op het hogere amateurniveau, vroegtijdig de competitie heeft verlaten of uit de competitie is gezet.

In het seizoen 1944/45 was er wegens de Tweede Wereldoorlog geen regulier competitievoetbal.